# Eforen

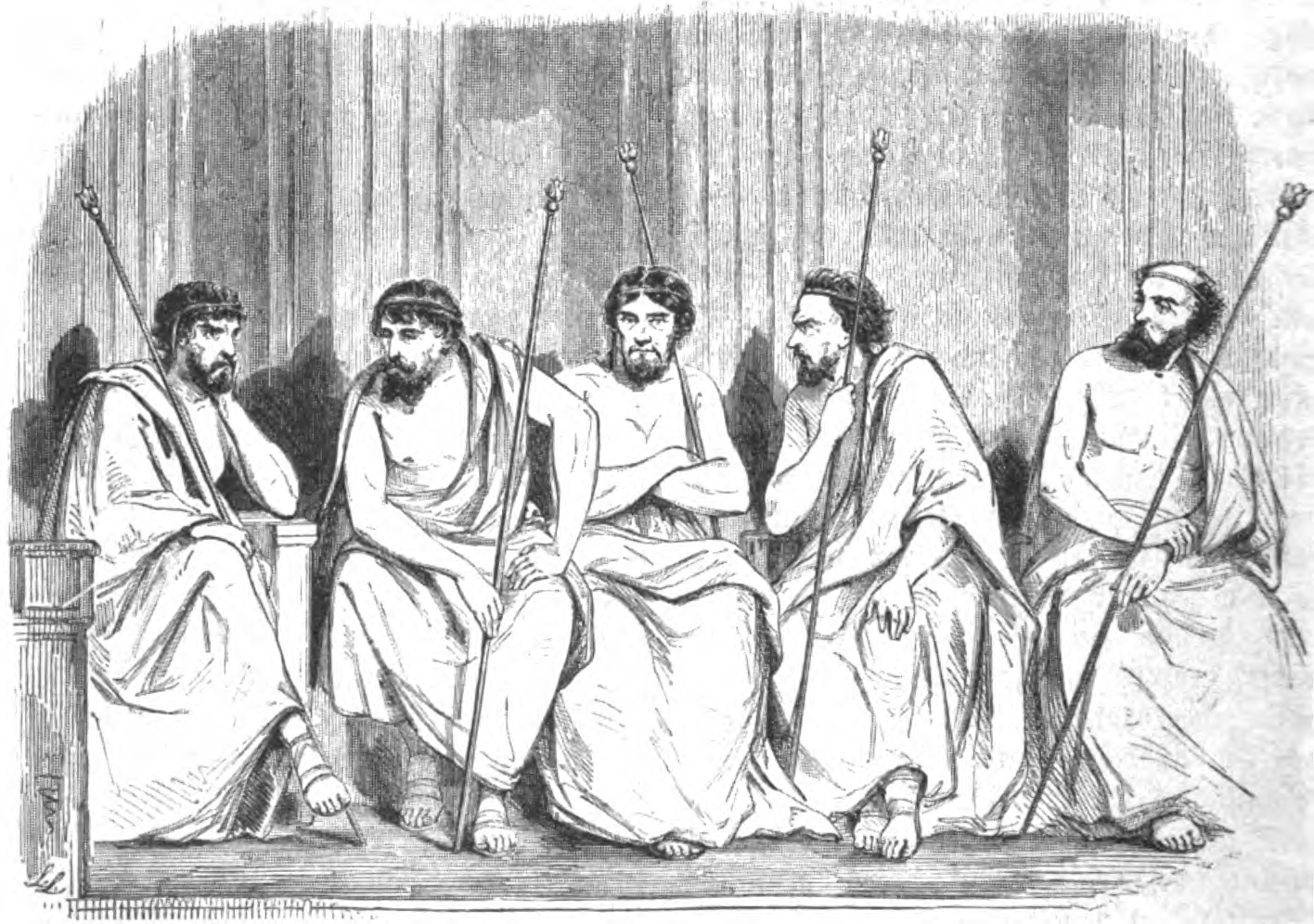
Eforen

De eforen (Oudgrieks: έφοροι, 'opzichters') waren de vijf hoogste ambtenaren van de Spartaanse staat. In het klassieke Sparta van de 6e en 5e eeuw v.Chr. controleerden ze de naleving van de Spartaanse levenswijze.
De oorsprong van het eforaat was duister. Hoewel men vanaf 754 v.Chr. een lijst van eforen bijhield, werden ze in de grondwet niet vermeld. Toen waren de eforen nog kleine ambtenaren die toezicht hielden op de wetten en zeden. Tegen het einde van de 7e eeuw bedienden ontevredenen zich van het eforaat om toegevingen af te dwingen bij de adel. Het volk heeft de eforen in het zadel geholpen om zijn belangen te behartigen en hun bevoegdheden werden geleidelijk uitgebreid. Zo werden de eforen de hoogste ambtenaren van Sparta die ondanks hun macht weinig vermaardheid verwierven. Van de 1580 eforen tussen 500 en 184 v.Chr. zijn er slechts 72 namen bekend. Er werden vijf eforen verkozen door de apella, de Spartaanse volksvergadering. Ze kregen een mandaat van één jaar en konden niet afgezet worden. Na de termijn kon iedereen eventuele misbruiken aanklagen. Herverkiezing was uitgesloten.
De eforen stonden in voor het dagelijks bestuur van de Spartaanse staat:
1. Zij waakten over alle aspecten van de Lycurgische wetten. Ze duldden geen inbreuk op de Spartaanse levenswijze zoals weelde, luiheid, losbandigheid of individualisme.
2. Op binnenlands vlak stonden zij aan het hoofd van de ambtenarij. Ze hieven belastingen en hielden toezicht op de staatsfinanciën. In de rechtspraak oordeelden ze over burgerlijke zaken.
3. Op buitenlands vlak organiseerden zij de oorlogsvoering. Ze bereidden de veldtochten voor, mobiliseerden de troepen en onderhandelden over verdragen. Traditioneel kozen de eforen voor een defensieve politiek.
4. De eforen konden altijd de apella bijeenroepen, als ze niet akkoord gingen met de beslissingen van de koningen en de geronten. Zij waren verantwoordelijk voor het ordelijk verloop.

De koningen en de geronten mochten de Spartaanse staat leiden; de eforen waren hun tegenpolen. Zij legden de eed af dat ze het koningschap niet zouden aantasten, wanneer de koningen hun plichten nakwamen. Alleen als de koningen misstappen begingen, hadden de eforen de bevoegdheid om in te grijpen. De eforen hoefden niet op te staan bij de binnenkomst van de koningen en zagen erop toe dat de koningen iedere maand opnieuw de eed op de grondwet aflegden. De koningen zwoeren dat ze zouden regeren volgens de wetten van de stad. Dit illustreert dat de koningen in de 6e eeuw de eforen als lastige oppassers naast zich kregen. Ze moesten de koningen scherp controleren. Twee van hen trokken mee met de koningen op hun veldtochten. De eforen konden de koningen dagvaarden, geldboetes opleggen, arresteren en zelfs afzetten. Een koning werd geëvalueerd tijdens het ritueel van de vallende ster. Om de negen jaar kozen de eforen een wolkeloze nacht uit om naar de hemel te kijken. Wanneer een ster van de ene naar de andere kant van de hemel schoot, was dat een teken dat de koning gezondigd had tegen de goden. Dan konden ze hem ontzetten uit zijn ambt. Hoewel de eforen zware conflicten uitgevochten hebben met de koningen en daarin soms steun vonden bij het volk, waren ze geen revolutionairen die het volk tot actie aanzetten. Ze waren in de eerste plaats bestuurders van de staat die dachten aan het welzijn van de hele gemeenschap. Ze werkten samen met de oude adellijke machten, beraadslaagden met de gerousia en bemiddelden tussen adel en volk. Wanneer geronten en eforen tot een akkoord gekomen waren, legde de apella zich daarbij neer.

## Trivia
- In de film van Zack Snyder 300 zijn de Eforen vijf hogepriesters met lepra.